# Aspalathus cymbiformis
Aspalathus cymbiformis är en ärtväxtart som beskrevs av Dc. Aspalathus cymbiformis ingår i släktet Aspalathus och familjen ärtväxter. Inga underarter finns listade i Catalogue of Life.